# Zard
Zard era un grup de pop japonès, originalment un grup de 5 membres, que tenia com vocalista i capdavantera del grup Izumi Sakai. Ella va ser part dels registres del segell B-Gram Records. Inc.

## Història
Zard feu el seu debut el 10 de febrer de 1991 amb el senzill (single) Good-bye My Loneliness (adéu a la meva solitud). En el tercer l'àlbum queda com únic membre del grup Izumi Sakai, i des de llavors quedà marcat que ella era l'única membre d'aquest grup.
Sakai era també una prolífera compositora. Escrigué totes les seves cançons (excepte per algunes cançons Onna de Itai del seu primer àlbum, Good-bye My Loneliness, va ser escrita per Dariya Kawashima), també ha llançat diversos llibres de poesia. Escrigué cançons per a altres artistes més coneguts com a Field of View, Wands i Deen. També va escriure les lletres i va participar en la col·laboració del senzill "Hateshinai Yume o" (果てしない夢を) presentat pels grups de J-pop Zard, Zyyg, Rev i Wands. El single també comptava amb el conegut heroi japonès del beisbol Shigeo Nagashima. Algunes de les seves cançons es van utilitzar en animes, com Slam Dunk, Bola de Drac GT i Detectiu Conan. La lletra de "Dan Dan Kokoro Hikareteku" (ＤＡＮ　ＤＡＮ　心魅かれてく) de Field of View, la primera cançó temàtica de Dragon Ball GT, és d’Izumi Sakai. Després, Zard va versionar-la a l'àlbum Today Is Another Day.
El grup i Sakai van ser en part misteriosos perquè el seu segell d'enregistrament no publicava massa informació personal sobre els seus artistes, i també perquè no feia que molts aspectes personals foren públics. Apareixia rarament en qualsevol programes en vius de música de la TV (ex. Asahi TV's Music Station, Fuji TV's Hey Hey Hey Music Champ). El seu primer concert fou el 1999, que va ser realitzat en un creuer per a les 600 persones del seu club de fans (300 entrades x2 entre 2 milions de peticions del bitllet del concert). La primera gira veritable de concerts, un "What a Beautiful Moment Tour" va ser portada a terme el 2004, 13 anys després del seu inici. Quasi cada senzill d'aquest concert es va esgotar des d'eixe llavors. La gira acabà tenint més de 10 concerts a través dels 4 mesos a partir de juliol de 2004, amb un concert final dut en famós a cap al Budokan.
La vocalista de Zard era una de les cantants femenines més acceptades dels anys 90, amb les seves vendes d'enregistraments sent #1 per a les cantants femenines, i #3 del total, tot just darrere dels grups B'z i Mr. Children. Tingué 11 senzills, arribà al número #1 en la llista spot Oricon Singles Charts, i amb 9 àlbums arribaren al #1 lloc en la llista Oricon Album Charts.
Izumi Sakai mor el 27 de maig del 2007 a les 3:10PM després d'haver estat trobada a les 5:40AM inconscient, en l'Hospital Universitari de Keio localitzat a Shinjuku. El juny de 2006, a Izumi, se li detectà un càncer cervical, que li extirparen, no obstant això progressivament es va anar ramificant en el seu cos, arribant als seus pulmons. La seva mort s'atribueix a un accident produït dins de l'hospital, Sakai es relliscà de les escales, mullades per la pluja, quan tornava d'una caminada de rutina als voltants de l'hospital i va rodar per una distància de 3 metres.
Va realitzar 42 senzills (singles) i 16 àlbums fins al 10 de maig del 2006.

## Discografia

### Singles
- 'Good-bye My Loneliness' (10 de febrer de 1991) #9
- 'Fushigi ne...' (不思議ね…) (25 de juny de 1991) #30
- 'Mou Sagasanai' (もう探さない) (6 de novembre de 1991) (Vendes: 3.3 milions) #39
- 'Nemurenai Yoru wo Daite' (眠れない夜を抱いて) (5 d'agost de 1992) #8
- 'IN MY ARMS TONIGHT' (9 de setembre de 1992) #9
- 'Makenaide' (負けないで) (27 de gener de 1993) #1
- 'Kimi ga Inai' (君がいない) (21 d'abril 1993) #2
- 'Yureru Omoi' (揺れる想い) (19 de maig 1993) #1
- 'Mou Sukoshi Ato Sukoshi...' (もう少し　あと少し・・・) (4 de setembre de 1993) #2
- 'Kitto Wasurenai' (きっと忘れない) (3 de novembre 1993) #1
- 'Kono Ai ni Oyogitsukarete mo'/'Boy' (この愛に泳ぎ疲れても/Boy) (2 de febrer de 1994) #1
- 'Konna ni Soba ni Iru no ni' (こんなにそばに居るのに) (8 d'agost de 1994) #1
- 'Anata wo Kanjiteitai' (あなたを感じていたい) (24 de desembre de 1994) #2
- 'Just believe in love' (1 de febrer de 1995) #2
- 'Ai ga Mienai' (愛が見えない) (5 de juny 1995) #2
- 'Sayonara ha Ima mo Kono Mune ni Imasu' (サヨナラは今もこの胸に居ます) (28 d'agost de 1995) #1
- 'My Friend' (マイ フレンド) (8 de gener de 1996) #1
- 'Kokoro wo Hiraite' (心を開いて) (6 de maig de 1996) #1
- 'Don't you see!' (6 de gener de 1997) (Closing Theme to Dragon Ball GT.) #1
- 'Kimi ni Aitakunattara...' (君に逢いたくなったら・・・) (26 de febrer de 1997) #2
- 'Kaze ga Torinukeru Machi he' (風が通り抜ける街へ) (2 de juliol de 1997) #3
- 'Eien' (永遠) (20 d'agost de 1997) #1
- 'My Baby Grand -Nukumori ga Hoshikute-' (My Baby Grand 〜ぬくもりが欲しくて〜) (3 de desembre de 1997) #3
- 'Iki mo Dekinai' (息もできない) (4 de març de 1998) #1
- 'Unmei no Ruretto Mawashite' (運命のルーレット廻して) (17 de setembre de 1998) #1
- 'Atarashi Doa -Fuyu no Himawari-' (新しいドア ~冬のひまわり~) (2 de desembre de 1998) #3
- 'Good Day' (2 de desembre de 1998) #2
- 'Mind Games' (7 d'abril de 1999) #1
- 'Sekai ha Kitto Mirai no Naka' (世界はきっと未来の中) (16 de juny de 1999) #2
- 'Itaikurai Kimi ga Afureteiruyo' (痛いくらい君があふれているよ) (14 d'octubre de 1999) #5
- 'Kono Namida Hoshi ni Nare' (この涙星になれ) (1 de desembre de 1999) #5
- 'Get U're Dream' (6 de setembre de 2000) #4
- 'promised you' (15 de novembre de 2000) #6
- 'Sawayakana Kimi no Kimochi' (さわやかな君の気持ち) (22 de maig de 2002) #4
- 'Asu wo Yumemite' (明日を夢見て) (9 d'abril de 2003) #4
- 'Hitomi Tojite' (瞳閉じて) (9 de juliol de 2003) #4
- 'Motto Chikakude Kimi no Yokogao Miteitai' (もっと近くで君の横顔見ていたい) (12 de novembre de 2003) #8
- 'Kakegae no Naimono' (かけがえのないもの) (23 de juny de 2004) #4
- 'Kyou wa yukkuri hanasou' (今日はゆっくり話そう) (24 de novembre de 2004) #5
- 'Hoshi no Kagayaki yo/ Natsu wo matsu SEIRU no You ni' (星のかがやきよ／夏を待つセイル(帆)のように) (20 d'abril de 2005) #2
- 'Kanashii Hodou Anata ga Suki/ Karatto Ikou!'(悲しいほど貴方が好き／カラッといこう!) (8 de març de 2006) #2
- 'Heart ni Hi wo Tsukete' (ハートに火をつけて) (10 de maig de 2006) #10
- 'Glorious Mind' (グロリアス マインド) (12 de desembre de 2007) #2
- 'Tsubasa wo Hirogete / Ai wa Kurayami no naka de'(翼を広げて／愛は暗闇の中で) (9 d'abril de 2008) #3
- 'Sunao ni Ienakute' (素直に言えなくて) (27 de maig de 2009) #5

### Àlbums
- Good-bye My Loneliness (27 de març de 1991)
- Mou Sagasanai (もう探さない) (25 de desembre de 1991)
- Hold Me (2 de setembre de 1992)
- Yureru Omoi (揺れる想い) (10 de juliol de 1993)
- Oh My Love (4 de juny de 1994)
- Forever You (10 de març de 1995)
- Today Is Another Day (8 de juliol de 1996)
- Zard Blend -Sun & Stone- (recopilatori, 23 d'abril de 1997)
- Eien (永遠) (17 de febrer 1999)
- Zard Best The Single Collection -Kiseki- (recopilatori, 28 de maig 1999)
- Zard Best -Requested Memorial- (recopilatori, 15 de setembre de 1999)
- Zard Cruising & Live (directe, 26 de gener de 2000)
- Toki no Tsubasa (時間(とき)の翼) (15 febrer de 2001)
- Zard Blend II -Leaf & Snow- (recopilatori, 21 de novembre de 2001)
- Tomatteita Tokei ga Ima Ugokidasita(止まっていた時計が今動き出した) (28 de gener de 2004)
- Kimi to no Distance (君とのDistance) (7 de setembre de 2005)
- Golden Best: 15th Anniversary (recopilatori, 25 d'octubre de 2006)
- Soffio di Vento: Best of Izumi Sakai Selection (recopilatori, 2007)
- Brezza di Mare: Dedicated to Izumi Sakai (recopilatori, 2007)
- Zard Request Best: Beautiful Memory (recopilatori, 2008)
- Zard Premium Box 1991-2008 Complete Single Collection (recopilatori, 2008)
- Zard Single Collection: 20th Anniversary (recopilatori, 2011)
- Zard Album Collection: 20th Anniversary (recopilatori, 2012)
- Zard Forever Best: 25th Anniversary (recopilatori, 2016)